# Чичерина, Юлия Дмитриевна
Ю́лия Дми́триевна Чиче́рина (род. 7 августа 1978, Свердловск) — российская рок-певица, музыкант, актриса, автор и исполнитель своих песен. Заслуженная артистка Российской Федерации (2022).
С 6 октября 2022 года за поддержку вторжения России на Украину находится под санкциями всех стран Европейского союза.

## Биография. Музыкальная группа «Чичерина»
Родилась в Свердловске (ныне Екатеринбург).
В детстве увлекалась рисованием и пением, играла на гитаре и барабанах в разных школьных группах; родители были против ее занятий музыкой. В 2002 году окончила Екатеринбургское училище культуры и искусств по классу эстрадного вокала.
В декабре 1996 года присоединилась к группе активистов, решившим создать полноценный рок-клуб. Так как денег было очень мало, всё делалось своими руками: «Чичерина была среди толпы сочувствующих, помогала, красила стены, убирала мусор. Все проходило очень весело, с шутками-прибаутками, выпивкой и другими атрибутами рок-н-ролльной жизни». Клуб, получивший название J-22, открылся в начале января 1997 года. Юлия Чичерина стала работать там диджеем. Вместе с другими музыкантами, работавшими в этом клубе, Максимом Митенковым (ударные) из группы «Голый пистолет», Александром Бурым (бас-гитара) из «Смысловых галлюцинаций» и Азатом Мухаметовым (гитара) из «Пропиллер», а также Александром «DrOff» Александровым она создала новую группу. Днём рождения группы считается 1 июня 1997 года, когда в клубе J-22 состоялась первая репетиция. Клуб закрыли летом следующего года, после чего группа отправилась на гастроли.
Затем коллектив принимал участие в нескольких музыкальных фестивалях в Западной Сибири. После того, как кассету с записями отправили музыкальному продюсеру «Нашего радио» Михаилу Козыреву, группу пригласили на фестиваль мультиформатной отечественной музыки «Нашествие». Заключив контракт с REAL Records, осенью 1999 года группа переехала в Москву. На «Нашем радио» стала звучать песня «40 000 км».
25 июля 2000 года вышел первый альбом «Сны», спродюсированный лидером группы «Агата Кристи» Вадимом Самойловым и принёсший Юлии Чичериной всероссийскую известность. На композиции «Ту-лу-ла», «Жара» и «Уходя-уходи», известным тогда клипмейкером и начинающим кинорежиссёром Тимуром Бекмамбетовым, были сняты видеоклипы. Следом за изданием альбома Юлия Чичерина снялась в историческом боевике Тимура Бекмамбетова «Гладиатрикс». Для фильма группа 20—21 сентября 2000 года записала песню «Дорога». Для записи этой композиции был приглашён большой струнный оркестр под управлением Константина Кримеца. Композиция должна была быть использована в титрах как саундтрек. Однако по ряду причин песня была заменена. Песня была выпущена 15 мая 2001 года отдельным синглом вместе с 11 ремиксами и видеоклипом.
В 2001 году был выпущен второй альбом «Течение». В том же году Чичерина стала лицом «Пепси» и снялась в рекламных роликах этого напитка, а также приняла гостевое участие в создании одной из композиций альбома группы «Би-2» «Мяу кисс ми», записав в дуэте с группой песню «Мой рок-н-ролл». 15 ноября 2002 года песня стала лауреатом премии «Золотой граммофон», а 5 июня 2003 года — лауреатом I ежегодной национальной телевизионной премии в области популярной музыки «Муз-ТВ» в номинации «Лучшая песня».
В 2004 году вышел третий студийный альбом под названием Off/On, имеющий более мрачное и тяжёлое звучание. Тогда же группу покидают Александр Бурый и Максим Митенков.
После этого в жизни группы на несколько лет наступило некоторое затишье, за время которого Чичерина успела освоить режиссуру и видеосъёмку. Свой четвёртый альбом «Музыкальный фильм» 2006 года выпуска она полностью визуализировала, сняв клипы на каждую песню. Обозреватель журнала Rolling Stone Борис Барабанов поставил альбому 3 звезды из 5 и отметил, что новые песни «унаследовали от предыдущих работ лучшие черты», а сам альбом в целом — «далеко не самое позорное, что спето у нас девушками под гитары».
На этом эксперименты не закончились, уже в следующем году в свет вышел диск «Человек-птица». Эту работу критики назвали одним из самых концептуальных музыкальных произведений за последние годы.
В 2010 году песня «Ту-лу-ла» вошла в саундтрек фильма Хулио Медема «Комната в Риме». К этому моменту состав группы обновился, коллектив выпустил несколько синглов, принял участие в проекте «Нашего радио» «Соль», записал трибьют для Аллы Пугачёвой и презентовал видеоклип на песню «Над Уралом». Этот трек был написан в соавторстве с группой «Смысловые галлюцинации» по мотивам автомобильной аварии, в которую Чичерина попала 9 марта 2010 года по дороге на гастроли в город Шадринск. В конце этого же года Чичерина выступила на сцене с группой «Би-2», приняв участие в нескольких концертах этой группы с симфоническим оркестром МВД России.
В 2010 году Юлия выступила в Московском государственном театре эстрады и посетила Аргентину, где приняла участие в съёмках экстремальной телепрограммы «Первого канала» «Жестокие игры». В 2011 году вернулась к сотрудничеству с группой «Смысловые галлюцинации», записав с ней свой новый сингл «Опасно». Продюсером диска стал Сергей Бобунец, а барабанщик Максим Митенков (который когда-то уже писал песни для группы «Чичерина», будучи в её составе) выступил соавтором одной композиции. На 2 трека из этого сингла («Осколки» и «Опасно») Чичерина самостоятельно сняла клипы. В этот же диск музыканты включили песню «Главная тема», которая прозвучала в фильме «Выкрутасы». В 2012 году Чичерина и Сергей Бобунец записали совместный трек «Нет, да».
По мотивам своего автомобильного путешествия в Тибет, которое состоялось осенью 2011 года, певица со своей группой создала концептуальную видео-музыкальную работу «Сказка о странствии и поиске счастья».
20 октября 2022 года указом президента РФ Владимира Путина Юлии Чичериной было присвоено звание Заслуженного артиста Российской Федерации.

## Общественная позиция
В 2014 году поддержала российскую аннексию Крыма
2 января 2015 года дала бесплатный новогодний концерт во Дворце культуры имени Ленина в контролируемом РФ Луганске, где исполнила как свои старые песни, так и совсем новые из её последнего альбома «Сказка о странствии, поиске счастья и спасении мира». Концерт прошёл в рамках благотворительной акции, организованной российским международным мотоклубом «Ночные волки».
В канун 2016 года дала концерт для российских военнослужащих на военной базе «Хмеймим» в Сирии.
В 2018 году стала доверенным лицом Владимира Путина и призвала поддержать его на президентских выборах.
ФИФА запретила певице выступать на фестивале болельщиков на чемпионате по футболу в России, мотивируя решение недопустимостью «политических заявлений».
В 2022 году поддержала вторжение России на Украину, регулярно снималась в пропагандистских роликах, выступала перед участниками нападения на Украину. 23 сентября 2022 года выступила на концерте «Своих не бросаем», организованном ОНФ и посвящённом референдумам на оккупированных территорииях Украины.
Согласно международному журналистскому проекту Kremlin Leaks, провластное АНО «Интеграция» помогала артистке вместе с Олегом Газмановым и Александром Розенбаумом собирать деньги для подразделений ЛНР и ДНР.

## Санкции
25 марта 2022 года Чичерина внесена в санкционный список Латвии «за пропаганду войны и поддержку агрессии Pоссии против Украины», с запретом въезда в страну.
С 6 октября 2022 года за поддержку вторжения России на Украину находится под санкциями всех стран Европейского союза за действия, которые подрывают или угрожают территориальной целостности, суверенитету и независимости Украины, а также стабильности и безопасности Украины. Евросоюз отмечает что Чичерина, используя свою известность, публично угрожает территориальной целостности и суверенитету Украины, очерняя символы украинской государственности и публично демонстрируя свою поддержку российской аннексии Украины на оккупированной Россией территории.
12 октября 2022 года Швейцария ввела санкции в отношении Чичериной за поддержку российской аннексии Украины и оккупации Россией украинской территории. С 19 октября 2022 года в санкционных списках Украины. 20 июля 2023 года внесена в санкционный список Канады против «лиц использующих свое искусство для пропаганды вторжения России в Украину». Ранее Чичерина была внесена ФБК в сокращенный ТОП-200 списка коррупционеров и разжигателей войны, с предложением введения против неё международных санкций за поддержку действиям российской армии на Украине.
4 июля 2024 года, после обращения в Google Литовской комиссии по радио и телевидению с требованием удалить аккаунты лиц, включённых в санкционные списки ЕС, YouTube заблокировал официальный канал Чичериной. Ранее страница и треки Чичериной были удалены со стримингового сервиса Spotify.

#### Уголовное преследование
В 2015 году Чичерина была объявлена в розыск Службой безопасности Украины. Певице грозит 5-летний срок лишения свободы за посягательство на целостность государства.
31 октября 2023 года СБУ заочно предъявила Чичериной подозрение в пропаганде войны (статья 436 УК), оправдании российской агрессии на Украине (часть 3 статьи 436-2 УК), посягательстве на территориальную целостность и неприкосновенность Украины (часть 1 статьи 110 УК) и в незаконном пересечении государственной границы (части 1 и 2 статьи 332-2 УК). По данным ведомства, Чичерина в своем ютуб-канале опубликовала обращение, в котором призывала военнослужащих ВСУ сдаваться в плен армии России, кроме того, она угрожала украинским военным концлагерями в Сибири. По вменяемым статьям Чичериной грозит пожизненное лишение свободы.

## Личная жизнь
У Юлии Чичериной есть старшая сестра Дина.
В 1999 году у Чичериной родилась дочь Майя, отец которой — Александр Бурый, бас-гитарист и саунд-продюсер первого состава группы «Чичерина», бывший бас-гитарист российской рок-группы «Смысловые галлюцинации».
В настоящее время певица замужем за архитектором Сухрабом Раджабовым. Пара живёт в подмосковной деревне Княгинино, в 3-этажном доме-кубе с многочисленными треугольными окнами, построенном по проекту Сухраба.
Чичерина любит путешествовать. Вместе со своим мужем она побывала в Монголии, США, ряде стран Европы, Африки и Юго-Восточной Азии. В рамках благотворительного автопробега «СПИД-СТОП» певица изъездила всю Россию. Осенью 2011 года совершила автомобильное путешествие в Тибет. Чичерина держит многочисленных домашних животных. Занимается пчеловодством.

## Творчество
Раннее творчество Чичериной относится к волне российской музыкальной культуры «Уральский рок». В позднем творчестве и интервью Чичерина последовательно транслирует сложившуюся идеологию «Русского мира» и «сражающегося Донбасса».

### Дискография

#### Студийные альбомы
- 2000 — Сны[53]
- 2001 — Течение[54]
- 2004 — Off/On
- 2006 — Музыкальный фильм

| №   | Название         | Длительность |
| --- | ---------------- | ------------ |
| 1.  | «Пиратская»      | 3:53         |
| 2.  | «Рыба-луна»      | 3:59         |
| 3.  | «Человек-птица»  | 3:18         |
| 4.  | «Машина желаний» | 4:00         |
| 5.  | «Лёгкость бытия» | 4:34         |
| 6.  | «Равновесие»     | 2:47         |
| 7.  | «Про грозу»      | 5:23         |
| 8.  | «Клон»           | 4:20         |
| 9.  | «Zакаляет»       | 3:08         |
| 10. | «Корабли»        | 4:07         |

| №   | Название                           | Текст песни                              | Музыка                             | Длительность |
| --- | ---------------------------------- | ---------------------------------------- | ---------------------------------- | ------------ |
| 1.  | «Конец света»                      | Юлия Чичерина                            | Ю. Чичерина                        | 3:53         |
| 2.  | «Тибет»                            | Ю. Чичерина                              | Ю. Чичерина                        | 3:38         |
| 3.  | «Рынок-лабиринт»                   | Ю. Чичерина                              | Ю. Чичерина, Сергей Бобунец        | 3:04         |
| 4.  | «Нет, да (feat. С. Бобунец)»       | С. Бобунец                               | С. Бобунец                         | 3:48         |
| 5.  | «Ненависть»                        | Ю. Чичерина                              | Ю. Чичерина, С. Бобунец            | 4:03         |
| 6.  | «Осколки»                          | Ю. Чичерина, С. Бобунец                  | Ю. Чичерина, С. Бобунец            | 3:26         |
| 7.  | «Четыре реки (feat. Настя Полева)» | Ю. Чичерина, С. Бобунец, Илья Кормильцев | Ю. Чичерина, С. Бобунец, Н. Полева | 4:30         |
| 8.  | «Фонтан счастья»                   | Ю. Чичерина                              | Ю. Чичерина                        | 4:14         |
| 9.  | «Ветер перемен»                    | Наум Олев                                | Максим Дунаевский                  | 3:25         |
| 10. | «Мой Сталинград»                   | Ю. Чичерина, С. Бобунец                  | Ю. Чичерина, С. Бобунец            | 3:36         |
| 11. | «Песня пути»                       | Ю. Чичерина                              | Ю. Чичерина                        | 3:48         |

| №   | Название                     | Текст песни                                  | Музыка                                   | Длительность |
| --- | ---------------------------- | -------------------------------------------- | ---------------------------------------- | ------------ |
| 1.  | «Жара»                       | Александр «DrOff» Александров, Юлия Чичерина | Ю. Чичерина                              | 3:16         |
| 2.  | «Рвать»                      | Сергей Бобунец                               | С. Бобунец                               | 3:33         |
| 3.  | «Пожарные»                   | Ю. Чичерина, А. Александров                  | Ю. Чичерина, А. Александров              | 3:22         |
| 4.  | «На передовой»               | С. Бобунец                                   | С. Бобунец                               | 3:19         |
| 5.  | «Уходя – уходи»              | Ю. Чичерина, А. Александров                  | Ю. Чичерина                              | 4:00         |
| 6.  | «Пожалуйста»                 | С. Бобунец                                   | С. Бобунец                               | 3:20         |
| 7.  | «Блюдца»                     | А. Александров                               | А. Александров                           | 3:05         |
| 8.  | «Фонтан счастья»             | Ю. Чичерина                                  | Ю. Чичерина                              | 4:14         |
| 9.  | «Была»                       | А. Александров, Ю. Чичерина, Максим Митенков | А. Александров, Ю. Чичерина, М. Митенков | 4:10         |
| 10. | «Мой Сталинград»             | Ю. Чичерина, С. Бобунец                      | Ю. Чичерина, С. Бобунец                  | 3:36         |
| 11. | «Ту-лу-ла»                   | Ю. Чичерина                                  | Ю. Чичерина                              | 3:12         |
| 12. | «Нет, да (feat. С. Бобунец)» | С. Бобунец                                   | С. Бобунец                               | 3:48         |
| 13. | «Моя Спарта»                 | С. Бобунец                                   | С. Бобунец                               | 3:31         |
| 14. | «Шила платье»                | Ю. Чичерина                                  | Ю. Чичерина                              | 3:51         |
| 15. | «Тибет»                      | Ю. Чичерина                                  | Ю. Чичерина                              | 3:37         |
| 16. | «40000 км»                   | Ю. Чичерина                                  | Азат Мухаметов, Ю. Чичерина              | 4:20         |
| 17. | «Песня пути»                 | Ю. Чичерина                                  | Ю. Чичерина                              | 3:49         |
| 18. | «На войне»                   | Ю. Чичерина                                  | Ю. Чичерина                              | 3:40         |
| 19. | «Рынок-лабиринт»             | Ю. Чичерина                                  | Ю. Чичерина, С. Бобунец                  | 3:02         |
| 20. | «Показалось»                 | Ю. Чичерина                                  | Ю. Чичерина                              | 3:11         |
| 21. | «Бука»                       | Ю. Чичерина                                  | Ю. Чичерина                              | 3:43         |

| №   | Название                      | Текст песни      | Музыка                       | Длительность |
| --- | ----------------------------- | ---------------- | ---------------------------- | ------------ |
| 1.  | «Рвать»                       | Сергей Бобунец   | С. Бобунец                   | 3:29         |
| 2.  | «Пожалуйста»                  | С. Бобунец       | С. Бобунец                   | 3:17         |
| 3.  | «Пересвет»                    | Семён Пегов      | Ю. Чичерина                  | 4:46         |
| 4.  | «Воздушная гавань»            | С. Пегов         | Ю. Чичерина, Кирилл Кузнецов | 4:22         |
| 5.  | «Бог устал без хороших людей» | Владимир Скобцов | С. Бобунец                   | 3:27         |
| 6.  | «Добровольческая»             | С. Пегов         | Ю. Чичерина                  | 4:45         |
| 7.  | «Моя Спарта»                  | С. Бобунец       | С. Бобунец                   | 3:29         |
| 8.  | «Его оплот»                   | С. Пегов         | Ю. Чичерина, Евгений Никулин | 3:48         |
| 9.  | «На передовой»                | С. Бобунец       | С. Бобунец                   | 3:17         |
| 10. | «Дискотека»                   | С. Пегов         | Ю. Чичерина                  | 4:45         |
| 11. | «Партизанская»                | В. Стрельченко   | Сергей Головня               | 3:23         |

#### Альбомы ремиксов
| №   | Название                          | Длительность |
| --- | --------------------------------- | ------------ |
| 1.  | «Ясно»                            |              |
| 2.  | «На краю Вселенной»               |              |
| 3.  | «Пиратская»                       |              |
| 4.  | «Рыба-луна»                       |              |
| 5.  | «Человек-птица»                   |              |
| 6.  | «Машина желаний»                  |              |
| 7.  | «Лёгкость бытия»                  |              |
| 8.  | «Равновесие»                      |              |
| 9.  | «Про грозу»                       |              |
| 10. | «Клон»                            |              |
| 11. | «Zакаляет»                        |              |
| 12. | «Корабли»                         |              |
| 13. | «Лёгкость бытия Даб» (бонус-трек) |              |

#### Концертные альбомы
- 2002 — Точки

#### Синглы
Макси-сингл.
| №  | Название                                               | Длительность |
| -- | ------------------------------------------------------ | ------------ |
| 1. | «Ту-лу-ла (Album Version)»                             | 2:26         |
| 2. | «Ту-лу-ла (DJ RAM Club Mix)»                           | 7:28         |
| 3. | «Ту-лу-ла (DJ Вартан Club Республика Beefeater Mix)»   | 5:23         |
| 4. | «Ту-лу-ла (DJ RAM Mix)»                                | 6:04         |
| 5. | «Ту-лу-ла (DJ TransKey Club Республика Beefeater Mix)» | 6:42         |
| 6. | «Жара»                                                 | 3:33         |

| №  | Название               | Длительность |
| -- | ---------------------- | ------------ |
| 1. | «Ту-лу-ла (Video)»     |              |
| 2. | «Ту-лу-ла (The Movie)» |              |

Макси-сингл.
Автор слов и оригинальной музыки – Юлия Чичерина.
| №   | Название                                     | Длительность |
| --- | -------------------------------------------- | ------------ |
| 1.  | «Дорога (Original Version)»                  | 4:15         |
| 2.  | «Дорога (Transky Highway Mix)»               | 5:32         |
| 3.  | «Дорога (Весна на улице Карла Юхана Rmx)»    | 4:13         |
| 4.  | «Дорога (DJ Ram Lost Highway Mix)»           | 3:53         |
| 5.  | «Дорога (Rя/Ба Mutantъ Remix)»               | 3:59         |
| 6.  | «Дорога (Caribace/NetSlov Remix)»            | 6:02         |
| 7.  | «Дорога (Виды Рыб Species Of Fishes Ремикс)» | 3:54         |
| 8.  | «Дорога (Shamansky Beat Remix)»              | 3:36         |
| 9.  | «Дорога (Arrival Project Rmx)»               | 4:43         |
| 10. | «Дорога (Species Of Fishes Виды Рыб Remix)»  | 4:09         |
| 11. | «Дорога (Антон Morch Remix)»                 | 4:01         |

| №  | Название | Длительность |
| -- | -------- | ------------ |
| 1. | «Дорога» |              |

- 2009 — Шила платье

Макси-сингл.
| №  | Название                         | Текст песни               | Музыка                                    | Длительность |
| -- | -------------------------------- | ------------------------- | ----------------------------------------- | ------------ |
| 1. | «Опасно»                         | Максим Митенков           | М. Митенков, Сергей Бобунец               | 3:22         |
| 2. | «Осколки»                        | Юлия Чичерина, С. Бобунец | Ю. Чичерина, С. Бобунец                   | 3:26         |
| 3. | «Над Уралом»                     | Олег Гененфельд           | С. Бобунец                                | 3:27         |
| 4. | «Главная тема (OST «Выкрутасы»)» | Олег Попков, Пётр Волков  | О. Попков                                 |              |
| 5. | «Опасно (DJ Nejtrino Radio Mix)» | М. Митенков               | М. Митенков, С. Бобунец, Антон Загрядский |              |

- 2013 — Нет, да (feat. Сергей Бобунец)
- 2014 — Рынок-лабиринт
- 2016 — Ты умеешь летать (feat. С. Бобунец)
- 2016 — Пожалуйста

Макси-сингл.
| №  | Название         | Длительность |
| -- | ---------------- | ------------ |
| 1. | «Пожалуйста»     | 3:12         |
| 2. | «Мой Сталинград» | 3:36         |
| 3. | «На передовой»   | 3:20         |

- 2017 — Рвать[65]
- 2017 — Моя Спарта
- 2018 — Пересвет
- 2019 — Добровольческая
- 2019 — Его оплот
- 2020 — В космос
- 2020 — Воздушная гавань
- 2020 — Партизанская
- 2020 — Новый мир
- 2021 — Армата (feat. Аким Апачев)
- 2021 — Ярополк
- 2021 — Урожай (feat. А. Апачев)
- 2021 — Душевное равновесие (feat. Сергей Головня)
- 2022 — Красная Армия всех сильней[66]
- 2022 — Русский лес[67]
- 2022 — Перекличка
- 2022 — Марш Русского Донбасса
- 2022 — Зимняя песенка
- 2022 — Ангел Херсонеса
- 2023 — Русские витязи
- 2023 — Батальон «Донбасс—палас»
- 2023 — По дороге фронтовой
- 2023 — На страже (Север)
- 2023 — Солдат (feat. А. Апачев)
- 2023 — Отбойный молоток
- 2023 — Хвала
- 2023 — Сомали
- 2023 — Посланье
- 2023 — Солдат из Назарета
- 2023 — Русские маяки (feat. Григорий Лепс & Влад Маленко)
- 2023 — Икона Донбасса
- 2023 — Миномётный джаз
- 2023 — Миномётный джаз оркестр
- 2023 — Призрак победы
- 2023 — Аллея вдов
- 2023 — Волга 149.200 (feat. А. Апачев)
- 2023 — Чеканка
- 2024 — Бронебойная лирическая
- 2024 — Перед русским рассветом
- 2024 — День победы
- 2024 — Чёрный ворон
- 2024 — Чаша
- 2024 — Бобры (feat. А. Апачев & Елена Лупушор)
- 2024 — Фонтан любви
- 2024 — Я вернусь

#### Участие в релизах
Альбомы и сборники, которые содержат уникальные (отсутствующие на альбомах группы «Чичерина») песни.
| Год  | Релиз                                                    | Песни                                                                                  |
| ---- | -------------------------------------------------------- | -------------------------------------------------------------------------------------- |
| 2000 | КИНОпробы (Разные исполнители)                           | «Прохожий», «Когда твоя девушка больна»                                                |
| 2001 | Мяу кисс ми («Би-2»)                                     | «Мой рок-н-ролл» (feat. «Би-2»)                                                        |
| 2004 | Мешанина, или неГолубой огонёк 2004 (Разные исполнители) | «Ветер перемен» (feat. Михаил Боярский)                                                |
| 2006 | А ну-ка, девушки («Приключения Электроников»)            | «Песенка Пеппи Длинныйчулок» (feat. «Приключения Электроников»)                        |
| 2009 | Лунапарк («Би-2»)                                        | «До утра» (feat. «Би-2»)                                                               |
| 2010 | Соль (Разные исполнители)                                | «Выйду на улицу»                                                                       |
| 2010 | О чём говорят мужчины («Би-2»)                           | «Падает снег (Новый год)» (feat. «Би-2»)                                               |
| 2010 | Песни для Аллы (Разные исполнители)                      | «Этот мир» (feat. «Смысловые галлюцинации»)                                            |
| 2011 | Цветы — 40 лет («Цветы»)                                 | «Рано прощаться» (feat. «Цветы» & Дмитрий Ревякин), «Богатырская сила» (feat. «Цветы») |
| 2011 | Жизнь удалась! (Rotoff)                                  | «Шиншилла» (feat. Rotoff)                                                              |
| 2011 | Spirit («Би-2»)                                          | «Февраль» (feat. «Би-2»)                                                               |
| 2013 | Нечётный воин-3 (Разные исполнители)                     | «Забытый всеми» (feat. «Би-2»)                                                         |
| 2016 | Надежда («Приключения Электроников»)                     | «Песенка Пеппи Длинныйчулок» (feat. «Приключения Электроников»)                        |
| 2018 | Нормально всё (Сергей Бобунец)                           | «Огни Урала» (feat. С. Бобунец & Коля Rotoff)                                          |
| 2018 | Отражения. Tribute to Каталог (Разные исполнители)       | «Куда пропали звёзды»                                                                  |
| 2019 | Цветной (Захар Прилепин и группа «Элефанк»)              | «Сила притяжения» (feat. Любовь Ладо, З. Прилепин и «Элефанк»)                         |
| 2023 | Гори ясно (Аким Апачев)                                  | «Армата 2.0», «Who is Mr. Wagner?» (обе песни — дуэт с А. Апачевым)                    |
| 2024 | Полковник Свет (А. Апачев)                               | «Когда закончится война» (feat. А. Апачев)                                             |

### Видеография и фильмография

#### Видеоклипы
Основные источники:
- «Ту-лу-ла»
- «Жара»
- «Уходя — уходи»
- «40 000 км»[69]
- «Прохожий»
- «Дорога»[12]
- «Пожарные»
- «Мой рок-н-ролл» (feat. «Би-2»)
- «Сама»
- «Блюдца»
- «Пока»[70]
- «Была»
- «На запах»
- «Показалось»
- «Пою (Просто пою)»
- «На войне»
- «Час пик»
- «Облако»
- «НеЛюбовь»
- «Едешь»
- «Москва—Ленинград»
- «Даром»
- «Заболела тобой»
- «Лёгкость бытия»
- «Ясно»
- «Над Уралом» (feat. «Смысловые галлюцинации»)
- «Максимум ты (Maximum)» (feat. «Tumsa[латыш.]»)
- «Падает снег» (feat. «Би-2»)
- «Пиратская»
- «Рыба-луна»
- «Человек-птица»
- «Машина желаний»
- «Равновесие»
- «Про грозу»
- «Клон»
- «Zакаляет»
- «Корабли»
- «Шиншилла» (feat. Коля Rotoff)
- «Опасно»
- «Осколки»
- «Ту-лу-ла» (feat. симфонический оркестр Феликса Арановского)[71]
- «Пожалуйста»
- «Осколки» (версия из сериала «Сказка о странствии и поиске счастья»)
- «Ненависть (Песня горной ведьмы)»
- «Четыре реки» (feat. Настя Полева)
- «Нет, да» (feat. Сергей Бобунец)
- «Конец света»[a]
- «Ветер перемен»
- «Песня пути»
- «Тибет»
- «Мой Сталинград»
- «На передовой»[72]
- «Рвать»[65]
- «Моя Спарта»
- «Бог устал без хороших людей»
- «Его оплот»[a]
- «Добровольческая»
- «Пересвет»
- «В космос»
- «Бука» (feat. «Smut & Smith»)
- «Фонтан счастья»
- «Рынок-лабиринт»
- «На передовой» (вторая версия)
- «Воздушная гавань»
- «Дискотека»
- «Партизанская»
- «Новый мир»
- «Ярополк»
- «Урожай» (feat. Аким Апачев)
- «Армата» (feat. А. Апачев)
- «Душевное равновесие» (feat. Сергей Головня)
- «Красная армия всех сильней»
- «Русские витязи»
- «Батальон „Донбасс—палас“»
- «Остров»
- «Перекличка»
- «Солдат» (feat. А. Апачев)[73]
- «Who is Mr. Wagner?» (feat. А. Апачев)
- «Русские маяки» (feat. Григорий Лепс & Влад Маленко)
- «Ангел Херсонеса»
- «Призрак победы»
- «Волга 149.200» (feat. А. Апачев)
- «Отбойный молоток»
- «Бобры» (feat. А. Апачев & Елена Лупушор)
- «Миномётный джаз»
- «Икона Донбасса»
- «Солдат из Назарета»
- «Я вернусь»

#### Видеосериал «Сказка о странствии и поиске счастья» (2015)
- Глава 1. Конец света
- Глава 2. В Тибет
- Глава 3. Рынок-лабиринт
- Глава 4. Горная болезнь
- Глава 5. Горная ведьма
- Глава 6. Королевство Гуге
- Глава 7. Кайлас
- Глава 8. Мёртвая и живая
- Глава 9. Ветер перемен
- Глава 10. Смертельная битва

#### Роли в кино
- 2001 — «Гладиатрикс» — Дейдра, рабыня-гладиаторша
- 2002 — «Ледниковый период» — Анюта, певица
- 2004 — «Слова и музыка» — Вика, певица

#### Песни в кино
- 2000 — «Брат 2» — «Ту-лу-ла»
- 2001 — «Подозрение» — «Сны»
- 2002 — «Азазель» — «В лунном сиянии»
- 2002 — «Ледниковый период» — «Пока»
- 2002 — «Убойная сила: последний причал» — «На грани»
- 2002 — «Спартак и Калашников» — «Ту-лу-ла», «Море», «Блюдца»
- 2002 — «Займёмся любовью» — «Радиоволна», «Сломала себя»
- 2004 — «Слова и музыка» — «Off/On»
- 2004 — «Строптивая мишень» — «Сама»
- 2007 — «Беглянки» — «Пою»
- 2010 — «Комната в Риме» — «Ту-лу-ла»
- 2010 — «О чём говорят мужчины» — «Падает снег» (feat. «Би-2»)[74]
- 2011 — «Выкрутасы» — «Главная тема»
- 2012 — «Краткий курс счастливой жизни» — «Врачи»
- 2012 — «Деффчонки» — «Подружки»
- 2014 — «Майские ленты» — «Поезда»
- 2016 — «Одноклассницы» — «Ту-лу-ла»
- 2017 — «Донбасс — моя Спарта» — «Моя Спарта»[75]
- 2019 — «Ополченочка» — «На передовой», «Пересвет»
- 2019 — «Его оплот» — «Его оплот»[76]
- 2020 — «Позывной „Донецк“: история одного аэропорта» — «Воздушная гавань»

#### Песни в видеоиграх
- 2003 — «Project Gotham Racing 2» — «Ту-лу-ла», «Жара»

## Награды
Премии
- 2000 — лауреат премии «Золотой граммофон» — за песню «Жара»
- 2002 — лауреат премии «Золотой граммофон» в дуэте с группой «Би-2» — за песню «Мой рок-н-ролл»
- 2003 — лауреат премии Муз-ТВ в дуэте с группой «Би-2» в номинации «Лучшая песня» — за песню «Мой рок-н-ролл»

Звания
- 19 октября 2022 — Почётное звание «Заслуженный артист Российской Федерации» — за большой вклад в развитие отечественной культуры и искусства, многолетнюю плодотворную деятельность[77].

Ордена частично признанных государств
- 2020 — орден Дружбы ДНР[78]
- 2020 — орден Дружбы Республика Южная Осетия[79]

Медали и знаки
- 2015 — медаль ЛНР «За заслуги» II степени — «за активную жизненную позицию, сопереживание судьбе ЛНР, высокий моральный дух и патриотизм, неоценимый вклад в становление молодого государства»[80].
- 2015 — медаль «За содействие органам внутренних дел» МВД ЛНР
- 2015 — юбилейная медаль «70 лет победы» ЛНР
- 2015 — юбилейная медаль «70 лет победы» МВД ЛНР
- 2016 — медаль «Участнику военной операции в Сирии» МО РФ
- 2017 — медаль Князя Владимира «За защиту Новороссии»
- 2017 — Георгиевский Крест Черноморского Казачьего Войска Абхазии является высшей наградой Войска
- 2017 — нагрудный знак «За содействие МВД» МВД ЛНР
- 2017 — юбилейный знак «Органам государственной безопасности 100 лет»
- 2017 — юбилейный знак «95 лет Академии Федеральной службы безопасности РФ»
- 2018 — почётный знак «Легион» «За боевое содружество» МЧС ДНР
- 2018 — знак отличия «Спарта» I степени
- 2018 — памятная медаль «100 лет Красной армии» ЦК КПРФ
- 2018 — памятная медаль « 100 лет Краснодарской Краснознаменной орденов Кутузова и Красной звезды 7 военной базе»
- 2018 — медаль «За заслуги в патриотическом воспитании молодёжи» Российский союз ветеранов Афганистана
- 2019 — нагрудный знак «За милосердие» Министерство Здравоохранения ЛНР
- 2019 — медаль «5 лет прокуратуре ЛНР»
- 2019 — медаль «За верность десантному братству» объединение инвалидов и ветеранов локальных конфликтов[81]
- 2019 — нагрудный знак II степени «Честь Мужество Отвага» подразделение «Пятнашка»
- 2019 — медаль «Русская Земля» ООД Россия Православная
- 2019 — золотая медаль «Петра Великого» СПб Морское собрание
- 2019 — памятная медаль «60 лет РВСН» МГОВ РВСН
- 2020 — нагрудный знак «Отличник погранслужбы» II степени ПС КГБ РЮО
- 2020 — нагрудный знак «За службу на Донбассе» ДНР

### Комментарии
1. 1 2  Позже был выпущен также в новой перемонтированной версии.